# Lucius Vipstanus Poplicola
Lucius Vipstanus Poplicola Messalla (c. 10 - na 59) was een Romeins consul in het jaar 48.
Er wordt verondersteld dat Vipstanus Poplicola de zoon was van Lucius Vipstanus Gallus en Valeria Messalla. Hij werd verkozen tot consul ordinarius in het jaar 48, samen met Aulus Vitellius. Hij werd vervangen als consul door consul suffectus Gaius Vipstanus Messalla Gallus, die mogelijk zijn broer was.
In 58 of 59 werd Poplicola benoemd tot proconsul gouverneur van Azië. Volgens historicus Ronald Syme stierf hij na 63, maar anderen beweren dat dit rond 59 was. Volgens de historicus had Poplicola verder één zoon, Gaius Valerius Poplicola.